# 加斯托尼亞鎮區 (北卡羅萊納州加斯頓縣)
加斯托尼亞鎮區（英語：Gastonia Township）是位於美國北卡羅萊納州加斯頓縣的一個鎮區。

## 地方資料
加斯托尼亞鎮區的面積為182.85平方千米，皆為陸地。根據2020年美國人口普查的數據，當地共有人口92587人，而人口密度為每平方千米506.35人。